# Museum Amsterdam Noord

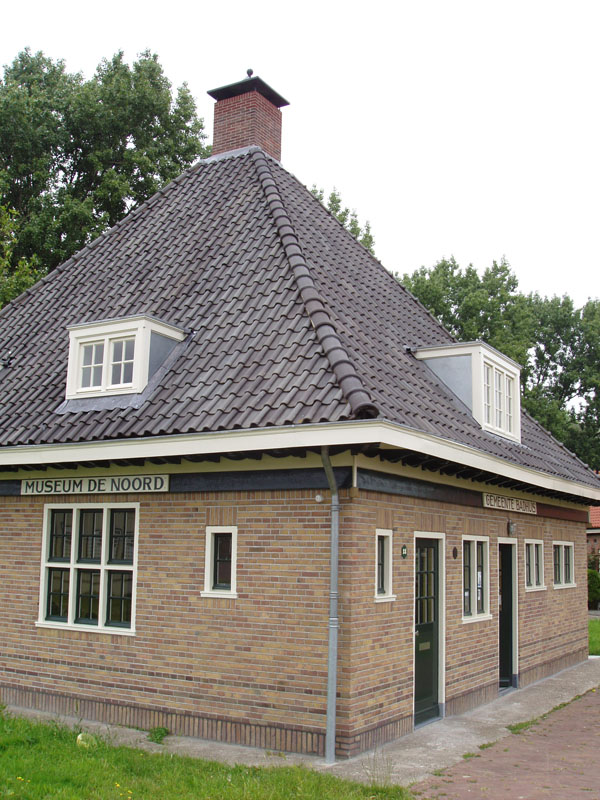
Het voormalige badhuis uit 1919 is nu Museum Amsterdam Noord

Museum Amsterdam Noord is een Nederlands cultuurhistorisch museum op de hoek van de Zamenhofstraat en de Meeuwenlaan in Amsterdam-Noord.
Het museum is sinds april 2009 gevestigd in het in 1919 gebouwde badhuis van Vogeldorp. De woningen in dit tuindorp hadden geen badkamer en dus was een badhuis noodzakelijk.

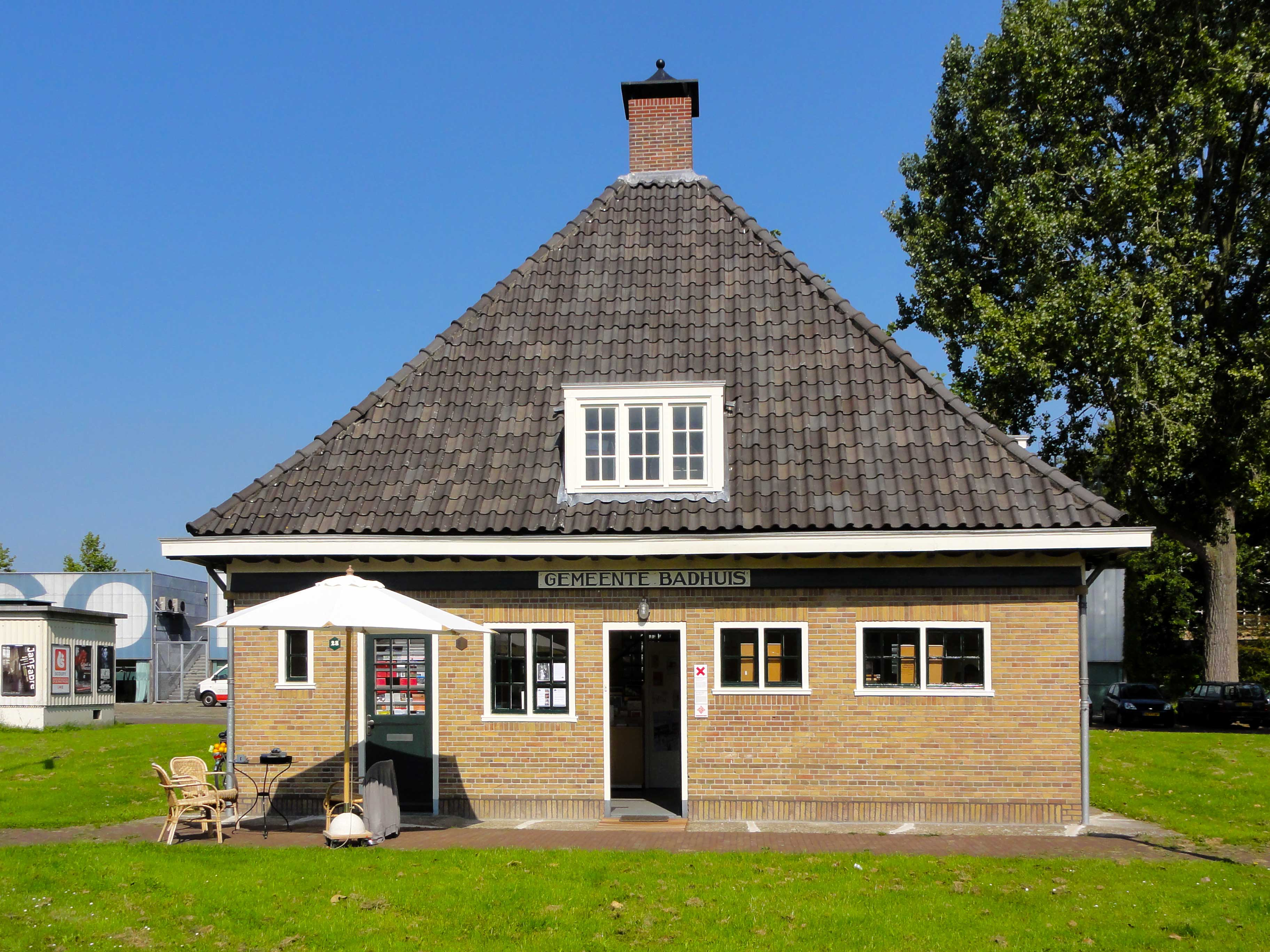
Vooraanzicht van het badhuis

Het museum bezit een bescheiden historische collectie en een tentoonstellingsruimte waar zowel culturele als historische exposities gehouden worden. Hier worden ook lezingen gehouden en films vertoond. Tevens organiseert het museum regelmatig rondleidingen door Amsterdam-Noord.